# Soltszentimre
Soltszentimre là một thị trấn thuộc hạt Bács-Kiskun, Hungary. Thị trấn này có diện tích 44,49 km², dân số năm 2010 là 1288 người, mật độ 29 người/km².